# Ansonville
Ansonville è una città (town) della Contea di Anson, nella Carolina del Nord. La popolazione era di 636 abitanti secondo il censimento del 2000, mentre secondo la stima del 2007 la popolazione era di 537 abitanti.

## Geografia fisica
Secondo l'United States Census Bureau la città sorge su un'area di 3,80 km², interamente composta da terraferma.

## Società

### Evoluzione demografica
Secondo il censimento del 2000 vi erano 636 abitanti, 242 abitazioni e 172 famiglie residenti in città. La densità di popolazione era di 168,2 abitanti per km². Dal punto di vista razziale vi era il 22.48% di bianchi, il 76.42% di uomini di colore, lo 0.47% di asiatici e lo 0.63% di uomini appartenenti a due o più razze.
La popolazione era eterogenea e vi era il 24.2% degli abitanti con meno di 18 anni, l'8.8% degli abitanti con un'età compresa fra i 18 e i 24 anni, il 26.7% degli abitanti con un'età compresa fra i 25 e i 44 anni, il 24.2% degli abitanti con un'età compresa fra i 45 e i 64 anni e il 16% degli abitanti con 65 anni o più. L'età media era di 40 anni. Per ogni 100 femmine nate nascevano 85.4 maschi. Per ogni 100 donne con 18 anni o più vi erano 81.9 uomini.
Il guadagno medio per una famiglia in città era di $30,982. Il guadagno medio per un uomo in città era di $24,231 mentre per una donna di $17,708.